# Wechselprozess
Der Wechselprozess ist im deutschen Zivilprozessrecht eine Unterform des Urkundenprozesses, bei dem ein bei Fälligkeit nicht bezahlter Wechsel das wesentliche Beweismittel darstellt.

## Allgemeines
Der Zweck des Wechselprozesses besteht darin, dem Inhaber einer Wechselforderung einen vorläufigen gerichtlichen Beistand zur Durchsetzung seiner   Ansprüche aufgrund unvollständiger, aber in der Regel zum Erreichen dieses Zweckes ausreichender Sachprüfung zu gewähren und ihm so schnell zu einer im Wege der Zwangsvollstreckung durchsetzbaren Entscheidung zu verhelfen. Dadurch soll dem Begünstigten eines Wechsels die schnelle Erlangung eines Vollstreckungstitels ermöglicht werden, ohne auf das häufig überlastete und daher relativ langsame reguläre Zivilprozessverfahren angewiesen zu sein.

## Rechtsfragen
Der Wechselprozess ist in den §§ 602 bis § 605 Zivilprozessordnung (ZPO) geregelt. Diese Bestimmungen sind auf den Scheckprozess entsprechend anwendbar (§ 605a ZPO).
Beklagter beim Wechselprozess kann neben dem Aussteller bzw. Indossant des Wechsels vor allem auch der Bezogene selbst sein, sofern dieser den Wechsel durch sein Akzept angenommen hat und damit zu dessen Hauptschuldner geworden ist. Beim Scheckprozess hingegen kann niemals die bezogene Bank verklagt werden, weil diese aufgrund des Akzeptverbots nicht wirksam zur Hauptschuldnerin werden kann.
Um einen Wechselprozess führen zu können, muss nachgewiesen werden, dass auf den Wechsel keine Annahme bzw. Zahlung erfolgt ist. Hierzu muss, in der Regel bei einem Notar, die Beurkundung eines Wechselprotests veranlasst werden.

## Mahnverfahren
Dem Wechselprozess kann ein Wechselmahnverfahren vorangehen. Wie auch bei regulären Ansprüchen kann dies empfehlenswert sein, wenn nicht zu erwarten ist, dass der Schuldner den Anspruch bestreitet. Trotz der ohnehin schon relativ zügigen Abwicklung eines Wechselprozesses kann auf diese Weise noch schneller ein Vollstreckungstitel erlangt werden.